# Hímer

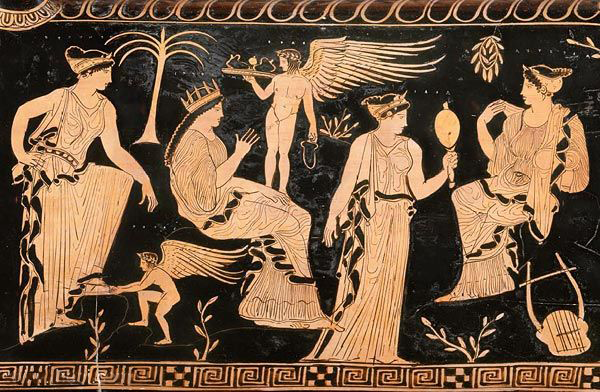
Eurínome, Hímer, Hipodàmia, esposa de Pèlops, Eros, Iaso i Astèria

En la mitologia grega, Hímer o Himeros (en grec antic Ίμερος Himeros, "desig") era la personificació de la luxúria i el desig sexual. Era fill d'Afrodita, que havia nascut de l'escuma del mar embarassada d'ell i d'Eros, el déu de l'amor. Se'l representava com un jove alat, igual que a la resta dels Erotes, i amb freqüència acompanyat d'Eros i Potos, déus de l'amor i l'anhel. A l'Olimp viu al costat de les Càrites i les Muses.